# Rōjinbi

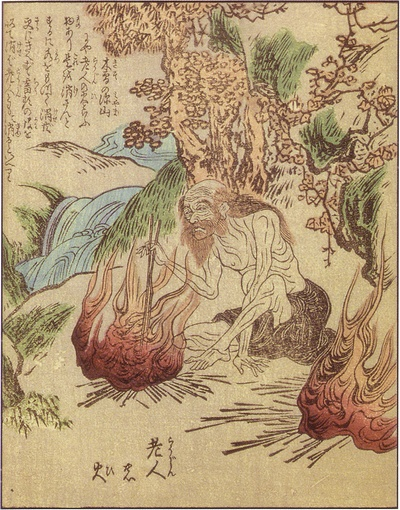
Bức tranh "Rōjinbi", từ bộ Ehon Hyaku Monogatari của Takehara Shunsen.

Rōjinbi (老人火 (Lão Nhân Hoả)/ "người già lửa") hoặc Rōjinbi no hi (老人の火) (đồng nghĩa) là một loại ngọn lửa siêu nhiên xuất hiện trong Ehon Hyaku Monogatari, một cuốn sách viết về các quái vật từ thời kỳ Edo.

## Tóm lược
Theo sách, Rōjinbi là một ngọn lửa ma quái được cho là xuất hiện sâu trong núi vào những đêm mưa tại ranh giới giữa tỉnh Shinano (giờ là Nagano) và tỉnh Tōtōmi (giờ là Shizuoka). Nó được cho là xuất hiện cùng với một người già, và không thể bị dập tắt bởi nước nhưng có thể dập tắt bằng cách dùng da động vật đánh vào.
Nếu bạn bắt gặp một rōjinbi trên một đoạn đường, đặt giày dép của bạn lên trên đầu để khiến nó rẽ sang một con đường khác. Tuy nhiên, nếu bạn hoảng loạn và cố gắng chạy thoát, nó sẽ đuổi theo.
Đôi khi nó được gọi là 'tengu no miakashi' (天狗の御燈 (Thiên Cẩu Ngự Đăng)/ "đèn lồng của tengu"), nhưng gọi thế lại có nghĩa rằng nó là một onibi được một tengu thắp sáng.
Theo Senkyō ibun (仙境異聞 (Tiên Cảnh Dị Vặn)/ "những câu chuyện lạ lùng của đất mê"), học sĩ Hirata Astutane với sự trợ giúp của một cậu bé hình như đã trở về nhà an toàn sau khi bị bắt cóc bởi lũ Tengu, tuyên bố rằng Tengu ăn cá và chim, nhưng không ăn các động vật khác. Hơn nữa, theo bộ sưu tập các tác phẩm được gọi là Heisuiroku (秉穂録 (Bỉnh Toại Lục)), một người đã từng nấu một nồi thịt ở vùng núi khi đột nhiên một linh mục núi thân hình khổng lồ, cao chừng bảy shaku (hơn hai mét) xuất hiện, nhưng sau đó vì ghê mùi hôi thối của thịt nướng nên ông ta biến mất. Tên linh mục được cho là một tengu, và đặc điểm của tengu là ghét thú dữ và thịt như được mô tả trong các bộ Senkyō ibun và Heisuiroku, được chỉ ra là có liên quan đến lời đồn rằng rōjinbi có thể được dập tắt bằng da động vật.